# NK Čelik Zenica
Maillots
Actualités
Dernière mise à jour : 7 mai 2024.
Le NK Čelik Zenica est un club de football bosnien basé à Zenica, fondé en 1945.

## Historique
- 1945 : fondation du club le 16 juin 1945, par des vétérans de guerre, le nom du club Celik signifie acier. Pendant la période yougoslave, le club joue pendant 17 saisons en première division. Il gagne deux fois la Coupe Mitropa.
- Après l'indépendance, Celik joue dans la première division réservée aux musulmans et devient champion dès la première saison, gagnant aussi les deux éditions suivantes.
- 1998 : Le championnat bosniaque fusionne avec le championnat de la partie croate, le Celik termine vice-champion de la partie bosniaque et se qualifie pour les play offs pour le titre, mais terminera la saison sans victoires.
- 2004 : Pour la première fois le Celik lutte pour le maintien et termine la saison avec 4 points d'avance sur les places de relégation. Les deux saisons suivantes le même scénario se répète, le Celik se sauve deux fois de justesse.
- 2007-2008 : A la surprise générale, le Celik termine à la troisième place, le club était même en course pour le titre, une défaite lors de la dernière journée le privant du titre.
- 2017-2018 : Pour la première fois de son histoire le Celik termine sur une place de relégation, le club est repêché grâce à la fédération qui n'accorde pas de licence au Borac Banja Luka, il reste donc le seul club avec le FK Željezničar Sarajevo et le FK Sarajevo à n'avoir connu que la Premijer Liga.

## Couleurs
Les couleurs du club sont le rouge et le noir. Le noir symbolise l'acier qui caractérise la cité industrielle de Zenica, et le rouge symbolise le feu qui permet de travailler l'acier.

## Bilan sportif

### Palmarès
International
- Coupe Mitropa (2)
  - Vainqueur : 1971, 1972

National
- Championnat de Bosnie-Herzégovine (3)
  - Champion : 1995, 1996, 1997

- Coupe de Bosnie-Herzégovine (2)
  - Vainqueur : 1995, 1996

- Championnat de Yougoslavie D2 (4)
  - Champion : 1966, 1979, 1983, 1985

### Bilan européen
Note : dans les résultats ci-dessous, le score du club est toujours donné en premier
| Saison | Compétition     | Tour          | Club              | Domicile | Extérieur | Total  |
| ------ | --------------- | ------------- | ----------------- | -------- | --------- | ------ |
| 2001   | Coupe Intertoto | Premier tour  | Denizlispor       | 1 - 0    | 5 - 3     | 6 - 3  |
| 2001   | Coupe Intertoto | Deuxième tour | KAA La Gantoise   | 1 - 0    | 0 - 2     | 1 - 2  |
| 2008   | Coupe Intertoto | Premier tour  | Grbalj Radanovići | 3 - 2    | 1 - 2     | 4 - 4E |

Légende
- Victoire ou qualification pour le tour suivant
- Match nul
- Défaite ou élimination de la compétition